# Guillaume Malbecque
Guillaume Malbecque (ca 1400 - 29 août 1465 à Soignies) est un compositeur franco-flamand,.
Malbecque mentionne son lieu de naissance à Soignies, Hainaut (Belgique). Il collaborait avec Guillaume Dufay de Cambrai, en novembre 1431, on le retrouve en qualité de chanteur à la chapelle du pape Eugène IV. À partir de 1438, il est chanoine du Chapitre de Saint-Vincent, il le restera jusqu'à sa mort,. Dans les dernières années de sa vie, il collabora avec Gilles Binchois (ca 1400-1460) et Jean Regis (ca 1430-1485) à Soignies.

## Son œuvre
Les cinq chansons qui lui sont attribuées mettent en œuvre une grande variété de techniques de composition et sont de même facture que les meilleures de ses contemporains.
- Adieu vous di, mes seigneurs et amis
- Quant de la belle me parti
- Dieu vous doinst bon jour
- Adieu vous di, tres doulce compaygnie